# Złatna Panega (rzeka)
Złatna Panega (bułg. Златна Панега) – rzeka w północno-zachodniej Bułgarii, prawy dopływ Iskyru w dorzeczu Dunaju. Długość – 50,3 km.
Złatna Panega wypływa koło wsi Dybrawata na północnym pogórzu wschodniej Starej Płaniny i przecina to pogórze płynąc na północ. Przepływa przez miasteczko Łukowit i koło miasteczka Czerwen brjag uchodzi do Iskyru.
Źródło Złatnej Panegi ma charakter krasowy i jest największym krasowym źródłem Bułgarii. Przypuszcza się, że rzeka przez system podziemnych pieczar krasowych czerpie wody z rzeki Wit, płynącej równolegle kilkanaście km na wschód.